# Конева, Мария Дмитриевна
Мария Дмитриевна Конева (род. 21 июля 1989, Калуга) — российский режиссёр-аниматор, сценаристка, художница-постановщица, актриса озвучивания.

## Биография
Мария Конева родилась 21 июля 1989 года, в 2012 году окончила Московский государственный медико-стоматологический университет. В 2015 году закончила анимационную школу-студию «Шар».
Первый авторский фильм Марии «Вдоль и поперёк» получил ряд международных наград и квалификаций. В частности, взял гран-при Международного кинофестиваля в Сиэтле 2018, попал в квалификацию Берлинале 2018, Суздальского анимационного фестиваля, МКФ Фарго в США и попал в квалификационный лонг-лист номинаций на «Оскар».
Приходит на студию «Союзмультфильм», где становится выпускающим режиссёром сериала «Оранжевая корова». Общая аудитория сериала с момента премьеры составила к октябрю 2022 года более 94 млн зрителей и 290 млн просмотров.
В 2021 году Мария Конева вместе со своим соавтором, сценаристом Олегом Козыревым, выигрывает питчинг сценариев студии Рики и Кинопоиска.
В 2022 году Мария Конева начинает работать в девелопменте анимационной компании «ЯРКО». В том же году выходит мультсериал «Команда МАТЧ», над которым Мария Конева работает в качестве ведущего режиссёра. С 2022 года Мария Конева шоураннер анимационных сериалов «СпортТоша», «Дракошия», «Улётная доставка!».
В октябре 2022 года стала одной из героинь фотовыставки Виктора Горячева «Лики анимации», в которой собраны портреты нескольких поколений российских аниматоров, сценаристов, режиссеров.

## Фильмография

### Шоураннер
- 2022 — СпортТоша (анимационный сериал)
- 2022 — Дракоша Тоша (анимационный сериал)[11]
- 2022 — Улётная доставка! (анимационный сериал)[12]

### Креативный продюсер
- 2021 — Чуч-Мяуч (анимационный сериал)

### Режиссёр
- 2011 — Торт для мамы
- 2017 — Вдоль и поперёк
- 2018 — Бодо забывает (сериал «Бодо Бородо»)
- 2018—2022 — Оранжевая корова (мультсериал)
- 2022 — Команда МАТЧ (анимационный сериал) — ведущий режиссёр девелопмента[13]
- 2022 — СпортТоша (анимационный сериал) — ведущий режиссёр девелопмента[14]

### Сценарист
- 2017 — Вдоль и поперёк
- 2023 — Маша и Медведь (анимационный сериал)

### Художник-постановщик
- 2017 — Вдоль и поперёк

### Аниматор
- 2015 — Даша и людоед
- 2015 — Налим Малиныч (цикл «Гора самоцветов»)
- 2017 — Вдоль и поперёк
- 2018 — Жук в муравейнике

## Награды
- «Вдоль и поперёк»:
  - гран-при Международного кинофестиваля в Сиэтле 2018[15];
  - Диплом в категории «за лучший дебютный фильм» с формулировкой «за юмор, графику и ритм», 23-й Открытый анимационный фестиваль в Суздали, 2018[16].

## Гражданская позиция
В сентябре 2019 года Мария Конева подписала открытое письмо создателей анимационного кино с требованием пересмотра дел всех обвиняемых по так называемому «Московскому делу».